# Tina Turner
Tina Turner, vlastním jménem Anna Mae Bullock, (26. listopadu 1939 Nutbush, Tennessee – 24. května 2023 Küsnacht, Švýcarsko) byla švýcarská rocková zpěvačka a herečka amerického původu a jedna z nejpopulárnějších hvězd 80. let 20. století s charakteristickým chraplavým hlasem.

## Život
Narodila se v Haywood Memorial Hospital v Brownsvillu, Tennessee, USA (25 km od Nutbush). Vyrostla v Nutbush, Tennessee. V dětství zpívala v kostelním sboru gospely.
Měla prý jedny z nejkrásnějších nohou na světě, měla je pojištěny u společnosti Lloyd 's na několik milionů liber.
Koncem padesátých let odešla se svou sestrou do Saint Louis, kde poznala hudebníka Ike Turnera, vedoucí osobnost skupiny Kings of Rhythm . Po svatbě v roce 1958 jí Ike navrhl změnit si jméno na umělecké Tina Turner. V roce 1960 vznikly pod hlavičkou Ike & Tina Turner jejich první společné nahrávky. Nejúspěšnějším rokem Tiny a Ika byl rok 1971, kdy se revivalem skladby Proud Mary skupiny Creedence Clearwater Revival dostali do americké hitparády Top 10. Skladba byla z alba Workin' Together, které bylo jejich nejprodávanějším albem vůbec. První sólovou skladbu nazpívala až roku 1966. Byla to píseň River Deep, Mountain High.
Extravagantní způsob života Ika Turnera, jeho alkoholová a drogová závislost i agresivní a brutální chování k Tině (Ike ji tolikrát udeřil do nosu, že měla poničenou nosní dutinu a musela podstoupit plastickou operaci) vedly v roce 1976 k jejich rozvodu. Rozvod a problémy s ním spojené neměly za následek jen rozpad skupiny, ale zabrzdily i slibně se rozvíjející Tininu sólovou kariéru. Aby uspíšila rozvod, souhlasila s tím, že Ikovi zůstanou všechna práva na jejich nahrávky. Během následujících osmi let zpívala v klubech a kasinech soulový repertoár. Její tehdejší finanční situace nebyla jednoduchá, určitou dobu byla odkázaná na potravinové lístky.
V roce 1983 se prosadila hitem Let's Stay Together. Zásadním zlomem byl rok 1984, kdy vyšlo velice úspěšné album Private Dancer, provázené stejnojmenným hitem a především skladbami What's Love Got To Do With It? a Better Good To Me. Tina Turner změnila nejen svůj hudební styl, ale i vzhled a stala se sexsymbolem. Léta 1984 až 1992 byla pro Tinu nejúspěšnější v celé kariéře. V tomto období nahrála řadu hitů: Private Dancer, We Don't Need Another Hero (z filmu Šílený Max a Dóm hromu, ve kterém ztvárnila roli „Tetičky“), Simply the Best, Typical Male, Steamy Windows, I Can't Stand the Rain a It Takes Two.
Roku 1985, devět let od rozvodu, obdržela čtyři ceny Grammy a první zlatou desku.
Na koncertě v Riu de Janeiru 16. ledna 1988, během turné Break Every Rule, vidělo Tinu 182 000 diváků. Tento rekord, zaznamenaný i v Guinnessově knize rekordů, se podařilo překonat až za několik let Paulovi McCartneymu, na stejném místě.
V roce 1991 byla společně s Ikem Turnerem uvedena do Rock and rollové síně slávy.
V roce 1995 nazpívala ústřední skladbu k filmu s Jamesem Bondem, Golden Eye.
V únoru 2008 vystoupila po 23 letech (naposled to bylo po jejím comebacku v roce 1985) při udělování hudebních cen Grammy u příležitosti 50. výročí této akce. Na pozvání zpěvačky Beyoncé s ní zazpívala tři písničky.

## Koncerty v Česku
Tina Turner třikrát koncertovala v České republice. Poprvé vystoupila 5. prosince 1981 v pražské Lucerně. Hodinový záznam koncertu pořídil režisér Ivo Paukert. Během tour Wildest Dreams odehrála koncert na stadionu Bohemians 22. srpna 1996 před asi 25 000 návštěvníky. Před koncertem se krátce setkala s prezidentem Václavem Havlem. V závěru své kariéry koncertovala v O2 areně před 16 000 návštěvníky 27. dubna 2009. Tento koncert byl součástí tour Tina!: 50th Anniversary Tour.

## Osobní život
V srpnu 1958 se jí narodil první syn Craig, jeho otcem byl saxofonista Raymond Hill. V říjnu 1960 se narodil její druhý syn Ronnie, jeho otcem byl Ike Turner. Za Ika Turnera byla vdaná v letech 1962–1978. 
V červenci 2013 se provdala za svého dlouholetého přítele, o 16 let mladšího Erwina Bacha, který působí v nahrávacím průmyslu. Žili spolu ve Švýcarsku.
Oba její synové zemřeli; Craig se v roce 2018 zastřelil, Ronnie zemřel v roce 2022 na komplikace spojené s rakovinou.
Zemřela 24. května 2023 po dlouhé nemoci.

## Diskografie

### Ike and Tina Turner Revue
- 1960 The Soul of Ike and Tina Turner
- 1962 Festival of Live Performances
- 1962 Dance With Ike & Tina Turner & Their Kings
- 1963 Please Please Please
- 1963 It's Gonna Work Out Fine
- 1963 Don't Play Me Cheap
- 1963 Dynamite
- 1964 The Ike & Tina Turner Revue Live
- 1965 Live! The Ike & Tina Turner
- 1965 Ooh Poo Pah Doo
- 1965 Ike & Tina Show 2
- 1966 River Deep – Mountain High
- 1966 Ike & Tina Turner and the Raelettes
- 1969 Outta Season Blue Thumb
- 1969 Ike & Tina Turner in Person [live]
- 1969 Get It Together
- 1969 Fantastic
- 1969 Her Man His Woman
- 1969 The Hunter
- 1970 On Stage
- 1971 Workin' Together
- 1971 'Nuff Said
- 1971 Something's Got a Hold on Me
- 1971 What You Hear Is What You Get [live]
- 1972 Feel Good
- 1973 Let Me Touch Your Mind
- 1973 Nutbush City Limits [United Artists]
- 1973 The World of Ike and Tina Live
- 1974 The Great Album
- 1974 Strange Fruit
- 1974 Sweet Rhode Island Red
- 1974 The Gospel According to Ike and Tina
- 1975 Sixteen Great Performances
- 1977 Delilahs Power
- 1979 Airwaves

### Tina Turner
- 1973 The Country of Tina Turner
- 1975 Acid Queen
- 1978 Rough Unite
- 1979 Love Explosion
- 1984 Private Dancer
- 1985 Mad Max – Beyond Thunderdome
- 1986 Break Every Rule
- 1988 Tina Live in Europe
- 1989 Foreign Affair
- 1990 Look Me in the Heart
- 1993 What's Love Got to Do with It
- 1996 Wildest Dreams
- 1998 Good Hearted Woman
- 1999 Twenty Four Seven
- 1999 All That Glitters
- 2009 Beyond

### Kniha
- TURNER, Tina. Šťastie vychádza z teba. [s.l.]: Motýľ, 2021. 224 s. ISBN 978-80-8164-267-8. (slovensky)